# Ōtaki (Nagano)
Ōtaki (jap. 王滝村 Ōtaki-mura) – wieś w Japonii, na wyspie Honsiu, w prefekturze Nagano. Według danych na rok 2020 miejscowość zamieszkiwało 715 mieszkańców , a gęstość zaludnienia wyniosła 2,3 os./km².